# Bryum contortum
Bryum contortum är en bladmossart som beskrevs av Stirton 1876. Bryum contortum ingår i släktet bryummossor, och familjen Bryaceae. Inga underarter finns listade i Catalogue of Life.